# Zlatni prsten Rusije
Zlatni prsten (ruski: Золото́е кольцо́) je "prsten" kojeg tvore gradovi sjeveroistočno od Moskve, glavnog grada Ruske Federacije.
Ovi starinski gradovi, koji su igrali značajnu ulogu u stvaranju Ruske pravoslavne crkve, čuvaju sjećanje na najvažnije događaje u ruskoj povijesti.
Gradove nazivaju "muzejima na otvorenom". U njima su jedinstveni spomenici ruske arhitekture iz razdoblja od 12. do 18. stoljeća, uključujući kremlje, samostane i crkve.
Gradovi "Zlatnog prstena" su među najslikovitijima u Rusiji, a posebno se ističu u njima ruske slavne luk-katedrale.
Iako nema konsenzusa oko toga koji sve gradovi spadaju u "Zlatni prsten", većinom su spominju Sergijev Posad, Pereslavlj-Zalesski, Rostov Veliki, Jaroslavlj, Kostroma, Ivanovo, Gus-Hrustalni, Suzdalj, Vladimir, Ribinsk, Uglič i Aleksandrov.  Mnogi od ovih gradove se nalaze duž autoceste M8 ili se do njih može doći iz moskovske Željezničke postaje Jaroslavlj.
Među ostale gradove, koje se također ponekad smatraju dijelom Zlatnog prstena spadaju: Aleksandrov, Bogoljubovo, Gorohovec, Jurjev-Poljski, Kaljazin, Kidekša, Moskva, Murom, Paleh, Pljos, Tutajev, Zavolžsk.

## Vanjske poveznice
- www.zolotoe-koltso.ru (na ruskom)